# Therapeutische breedte
De therapeutische breedte, ook therapeutische index, therapeutische ratio of therapeutisch venster genoemd, van een geneesmiddel is het verschil tussen een net niet toxische dosering en een net effectieve dosering. De breedte wordt doorgaans uitgedrukt als de verhouding tussen de dosis die een toxisch effect geeft bij 50% van de populatie {\displaystyle \mathrm {TD} _{50}} en de dosis die een werkzaam effect geeft bij 50% van de populatie {\displaystyle \mathrm {ED} _{50}}. De formule voor de therapeutische ratio {\displaystyle \mathrm {TR} } is de volgende:
{\displaystyle {\mbox{TR}}={\frac {\mathrm {TD} _{50}}{\mathrm {ED} _{50}}}}
Bij middelen met een grote therapeutische breedte, dus een hoge ratio, hoeft men niet zeer zorgvuldig te werk te gaan om een effect te krijgen zonder veel kans op nadelige effecten. Bij middelen met een kleine therapeutische breedte, met een lage ratio, ligt dat anders. Geeft men juist genoeg dan is er geen vuiltje aan de lucht, geeft men bijvoorbeeld twee keer zoveel, of is de patiënt in kwestie niet zo goed in staat het middel in de stofwisseling om te zetten, dan kunnen er voor de patiënt nadelige gevolgen optreden. Er bestaan voor veel middelen bij veel mensen en dieren grote verschillen hoe goed zij op geneesmiddel reageren. De kans dat er bij geneesmiddel met een kleine therapeutische breedte onverwachte vergiftigingsverschijnselen optreden is dus groter dan bij geneesmiddel met een grote therapeutische breedte. 
Het is bij toediening van een geneesmiddel soms nodig na enige tijd te controleren hoeveel van het middel zich in het bloed bevindt. Dit is een belangrijke procedure tijdens de klinische fase van de ontwikkeling van geneesmiddel. 
Voorbeelden van middelen met een geringe therapeutische breedte zijn digoxine, gentamicine, lithiumcarbonaat en colchicine. De marges voor vrij verkrijgbare middelen zoals de pijnstiller paracetamol kunnen toch vrij krap zijn.